# 1255 Schilowa
1255 Schilowa este un asteroid din centura principală, descoperit pe 8 iulie 1932 de Grigori Neuimin.